# Soldaten
Soldaten är en av Ivar Lo-Johanssons självbiografiska böcker och utkom första gången 1959. I denna skriver Lo-Johansson om sin tid under beredskapsåren under andra världskriget då han blev inkallad i luftvärnet. 

## Handling
Författaren och hans kamrater klagar ideligen på den bristfälliga kommunikationen mellan Försvaret som etablissemang, befälen och soldaterna själva. Det återkommande temat är att soldaterna inte vet vad som försiggår i själva kriget utan får veta mer om det under sina korta permissioner än under flera år som inkallade.